# Jean-Noël Pancrazi
Jean-Noël Pancrazi (Setif, Argélia, 28 de abril de 1949) é um escritor francês.

## Biografia

### Juventude
Jean-Noël Pancrazi passou os primeiros dez anos de sua vida na Argélia, com seus pais e sua irmã. Seus anos de infância, transcorridos em paralelo à guerra de independência da Argélia (1954-1962), terão uma forte repercussão sobre sua futura obra,. 
Ele mudou-se em 1962 para a França, e fez parte de seus estudos secundários em Perpignan, cidade de origem de sua mãe. Após concluir seus estudos no famoso liceu Louis-le-Grand em Paris, passou a frequentar o curso de literatura na Sorbonne. Em 1972, obtém o título de "agrégé" em Letras Modernas. Sua primeira obra, publicada no ano seguinte, é um ensaio sobre Mallarmé. Ao longo dos anos de 1970, trabalhou como professor de francês em um liceu na cidade de Massy.

### Carreira literária

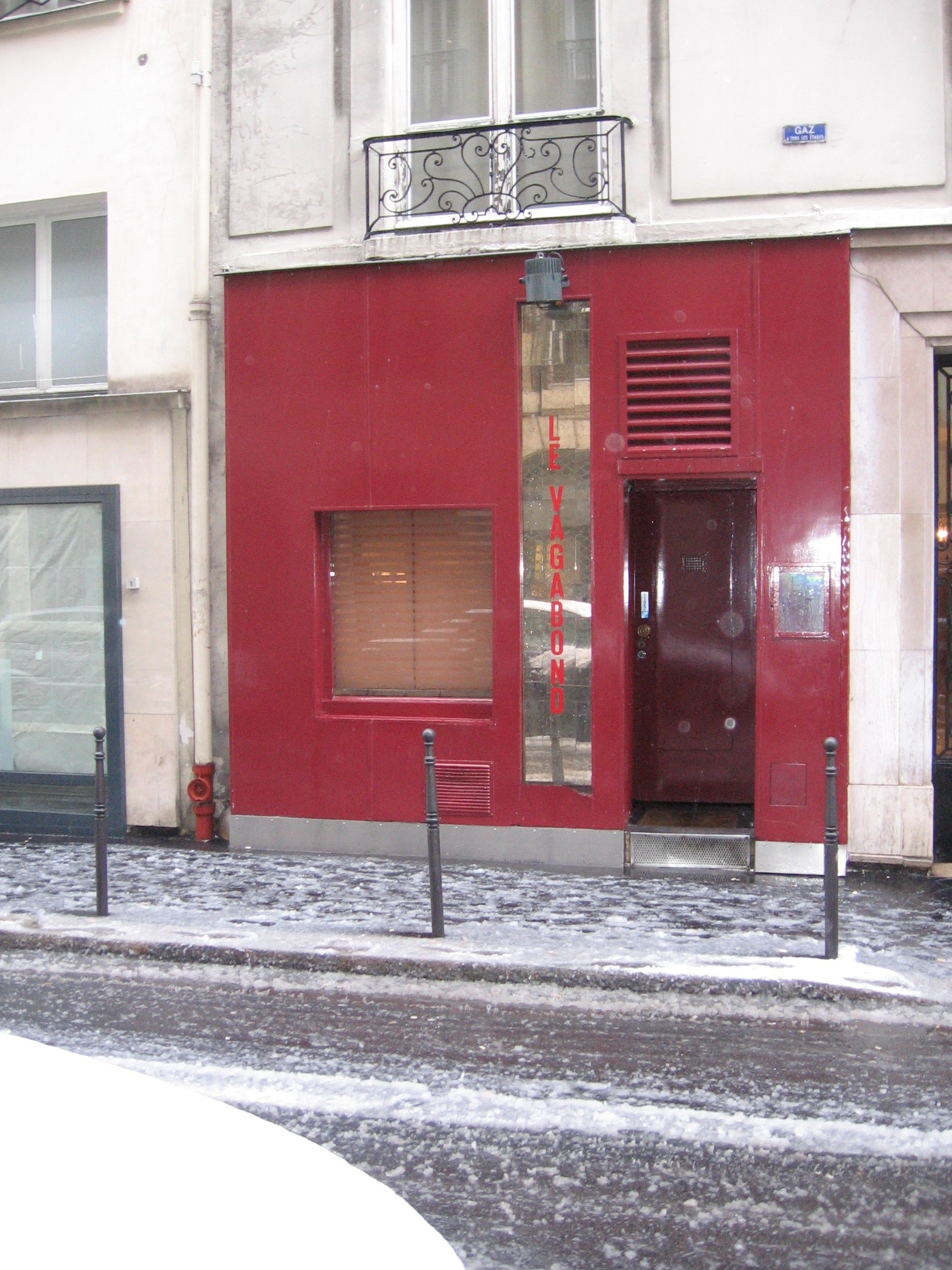
Le Vagabond, bar gay de la rue Thérèse à Paris.

Seu primeiro romance, La  Mémoire brûlée, é publicado em 1979, pela editora Seuil. Pouco depois, o público acolherá Lalibela ou la mort nomade  (1981), L'Heure des adieux (1985) et Le Passage des princes (1988). Sua próxima publicação, Les Quartiers d'hiver, vem à luz em 1990, aos cuidados de Gallimard. O cenário é o "Vagabond", um bar gay de Paris, no período inicial dos anos de difusão da Aids. O romance conquista o prêmio Médicis. Pancrazi prossegue em sua exploração do mundo da noite com Le Silence des passions agraciado com o prêmio Valery-Larbaud. Posteriormente, o autor fará um regresso sobre sua própria infância na Argélia, mais especificamente na cidade de Batna, no momento em que o país inteiro precipita na guerra civil em busca de sua independência. Em Madame Arnoul (1995), o enredo retraça a amizade entre um menino e sua vizinha, oriunda da Alsácia, região ao leste da França. Essa vizinha, que o garoto preza como uma segunda mãe, será acusada de se alinhar do "lado dos Árabes", pelo fato de ter protegido uma jovem argelina do assédio perpetrado por um militar francês: como consequência, ela será então "punida". Esse livro será agraciado com três prêmios: o Livre Inter, o Maurice-Genevoix, e o Albert-Camus. Posteriormente, o romancista presta homenagem a seu pai, cujos dias se encerraram na Córsega, em Long séjour (1998, prêmio Jean Freustié), e também à sua mãe, em Renée Camps (2001). Esses três livres compõem « uma trilogia de memória familiar ».
Em Tout est passé si vite (2003, grande prêmio de romance da Académie française), o autor traça o retrato de uma escritora e editora, sua amiga bastante próxima, num corajoso combate contra o câncer.
Suas estadias no Haiti e na República Dominicana vão lhe inspirar a matéria para dois romances : Les Dollars des sables (2006) e Montecristi (2009), em cujas páginas denuncia um escândalo ecológico. 
Em La Montagne (2012), Jean-Noël Pancrazi afronta lembranças guardadas durante muitos anos no mais completo segredo : a morte de seis jovens amigos, assassinados na montanha durante a guerra da Argélia. O texto é coroado com os prêmios Méditerranée, Marcel-Pagnol et François-Mauriac.
Em Indétectable, romance publicado em 2014 (Gallimard), ele conta a vida de Mady, um imigrante ilegal oriundo do Mali, sem documentos em Paris há dez anos.
Jean-Noël Pancrazi é igualmente co-autor de Corse (2000), em tandem com Raymond Depardon.
Recebeu o grande prêmio da Société des gens de lettres (SGDL), pelo conjunto de sua obra.
Desde 1999, é membro do juri do prêmio Renaudot.
Em 2013, foi realizado na Córsega um documentário sobre Jean-Noël Pancrazi, com o título de Territoires Intimes (filme dirigido por Renaud Donche, Televisão France 3).
Jean-Noël Pancrazi é cavaleiro da Ordem Nacional do Mérito e cavaleiro da Ordem Nacional da Legião de Honra.

## Obra
- Mallarmé, ensaio, Hatier, 1973
- La Mémoire brûlée, romance, Le Seuil, 1979
- Lalibela ou la mort nomade, romance, Ramsay, 1981
- L'Heure des adieux, romance, Le Seuil, 1985
- Le Passage des princes, romance, Ramsay, 1988
- Les Quartiers d'hiver, romance, Gallimard, 1990, prix Médicis
- Le Silence des passions, romance, Gallimard, 1994, prix Valery-Larbaud
- Madame Arnoul, novela, Gallimard, 1995, prix Maurice-Genevoix, prix Albert-Camus, prix du Livre Inter
- Long séjour, novela, Gallimard, 1998, prix Jean-Freustié 1998[15]
- Corse (Le Seuil, 2000), em colaboração com o fotógrafo Raymond Depardon : texto sobre a Córsega e sobre seu pai (em sequência a Long séjour).
- Renée Camps, novela, Gallimard, 2001
- Tout est passé si vite, romance, Gallimard, 2003, grand prix du roman de l'Académie française
- Les Dollars des sables, romance, Gallimard, 2006, adapté au cinéma (2015) par Laura Amelia Guzmán et Israel Cárdenas, avec l’actrice américaine Géraldine Chaplin
- Montecristi, romance, Gallimard, 2009
- La Montagne, novela, Gallimard, 2012, Premio Marcel-Pagnol, prix Méditerranée[16], Prix François Mauriac
- Indétectable, romance, Gallimard, 2014

## Premiações
- Prêmio Médicis para Les Quartiers d'hiver, romance, Paris, Gallimard, 1990
- Prêmio Valery-Larbaud para Le Silence des passions, romance, Paris, Gallimard, 1994
- Prêmio du Livre Inter, Prêmio Maurice-Genevoix (fondé en 1985) e Prêmio Albert-Camus para Madame Arnoul, romance, Paris, Gallimard, 1995
- Prêmio Jean-Freustié para Long séjour, novela, Paris, Gallimard, 1998
- Grande Prêmio do romance da Académie française para Tout est passé si vite, romance, Paris, Gallimard, 2003
- Prêmio Marcel-Pagnol, Prêmio Méditerranée, Prêmio François Mauriac para La Montagne, novela, Paris, Gallimard, 2012
- Grande Prêmio de la Société des Gens de Lettres pelo conjunto de sua obra, Paris, 2009
- Cavaleiro da Ordem Nacional do Mérito, França, 2006
- Cavaleiro da Ordem Nacional da Legião de Honra, França, 2013
- Membro do júri do Prêmio Renaudot desde 1999